# Hymeniacidon atlantica
Hymeniacidon atlantica är en svampdjursart som beskrevs av Burton 1948. Hymeniacidon atlantica ingår i släktet Hymeniacidon och familjen Halichondriidae.
Artens utbredningsområde är havet utanför Moanda i Kongo-Kinshasa. Inga underarter finns listade i Catalogue of Life.